# Soldatenarbeitszeitverordnung
Die Verordnung über die Arbeitszeit der Soldatinnen und Soldaten (Soldatenarbeitszeitverordnung – SAZV) ist eine deutsche Rechtsverordnung, die erstmals die regelmäßige wöchentliche Arbeitszeit der Soldatinnen und Soldaten der Bundeswehr regelt.

## Gliederung
- Abschnitt 1 Allgemeine Vorschriften
- Abschnitt 2 Grundbetrieb
- Abschnitt 3 Tätigkeiten nach § 30c Absatz 4 des Soldatengesetzes
- Abschnitt 4 Schlussvorschriften

## Inhalt
Ähnlich wie bei den Bundesbeamten beträgt die Arbeitszeit im „Grundbetrieb“ 41 Wochenstunden ohne Pausen. Für Tagesfahrten seegehender Einheiten der Marine, Langstreckenflügen von Flugzeugbesatzungen, bei Wach-, Sonder- und Ordnungsdiensten und Teilen der Grundausbildung sind Abweichungen für Ruhepausen, wöchentlichen Ruhezeiten und der Nachtarbeit möglich. Aus zwingenden dienstlichen Gründen kann im Ausnahmefall Mehrarbeit angeordnet werden, die innerhalb von zwölf Monaten in Freizeit auszugleichen ist. Die wöchentliche Höchstarbeitszeit von maximal 48 Stunden im Jahresdurchschnitt ist jedoch in keinem Fall zu überschreiten. 

## Nichtanwendbarkeit
Außerhalb vom täglichen Grundbetrieb ist die Soldatenarbeitszeitverordnung für folgende Kerntätigkeiten der Streitkräfte nicht anwendbar bei:
- Einsätze und einsatzgleiche Verpflichtungen,
- Amtshilfe bei Naturkatastrophen oder besonders schweren Unglücksfällen und im Rahmen dringender Eilhilfe, humanitärer Hilfsdienste und Hilfeleistungen,
- mehrtägigen Seefahrten,
- Alarmierungen und Zusammenziehungen sowie Ausbildungen von Soldaten zur Vorbereitung von Einsätzen und einsatzgleichen Verpflichtungen und Fällen von Amtshilfe,
- Übungs- und Ausbildungsvorhaben, bei denen Einsatzbedingungen simuliert werden.

## Geschichte
Der am 29. Oktober 2014 von der Bundesregierung beschlossene Gesetzesentwurf des „Gesetzes zur Steigerung der Attraktivität des Dienstes in der Bundeswehr“ setzte u. a. auch Vorgaben der EU-Arbeitszeitrichtlinie um. Das Gesetz ist am 22. Mai 2015 im Bundesgesetzblatt verkündet worden, die Änderung im Soldatengesetz traten, wie diese Verordnung, zum 1. Januar 2016 in Kraft.